# Line Rider
Line Rider es un videojuego creado en septiembre de 2006 por un estudiante universitario esloveno, Boštjan Čadež. Tras su aparición el mismo año de su creación se extendió por todo Internet. Normalmente se juega mediante el navegador de internet y ha estado en muchas webs, pero principalmente se juega libremente en la web del juego. Es un juego donde puedes expresar tus emociones mediante la música.

## Juego
El concepto básico es trazar una línea con un cursor con el fin de que al pulsar el botón de "play" el protagonista ("Bosh" como le llama el creador) se deslice por la línea dibujada.
El juego simula las leyes físicas, que pueden hacer caer del trineo al personaje en caso de que la línea tenga baches, etc.
En agosto de 2007 se liberó la versión 6.2, añadiendo nuevas opciones como zoom (Acercar y alejar), y hacer que un deslizamiento más suave.
Existe la posibilidad de guardar y cargar los circuitos, guardándose no en la web sino en el disco duro del usuario con fin de tener un almacenamiento prácticamente ilimitado.
Hasta el momento ya se han creado circuitos espectaculares, con piruetas increíbles. Estos se comparten en Webs, como por ejemplo YouTube.
Se ha desarrollado una versión para plataformas PC, Nintendo DS y Wii.